# 蔣希孔
蔣希孔（1536年—？），字以中，號山賓，山東兖州府滋陽縣人，明朝政治人物。同進士出身。

## 生平
嘉靖四十三年（1564年）甲子科山東鄉試第六十七名舉人。隆慶二年（1568年）中式戊辰科會試第二百五十九名，三甲第一百一十一名進士。授保定府推官，萬曆六年任德安府同知，十年任扬州府知府，十五年（1587年）任平阳府知府，十八年四月升湖广副使、郧襄兵备，致仕归，置义田以赡宗戚之贫乏者。

## 家族
曾祖蔣璉；祖父蔣世英，王府引禮官；父蔣學，儀賓。前母滕縣縣君；母王氏。严侍下。弟希颜、希程、希周。